# Lorris Andre Blazejewski

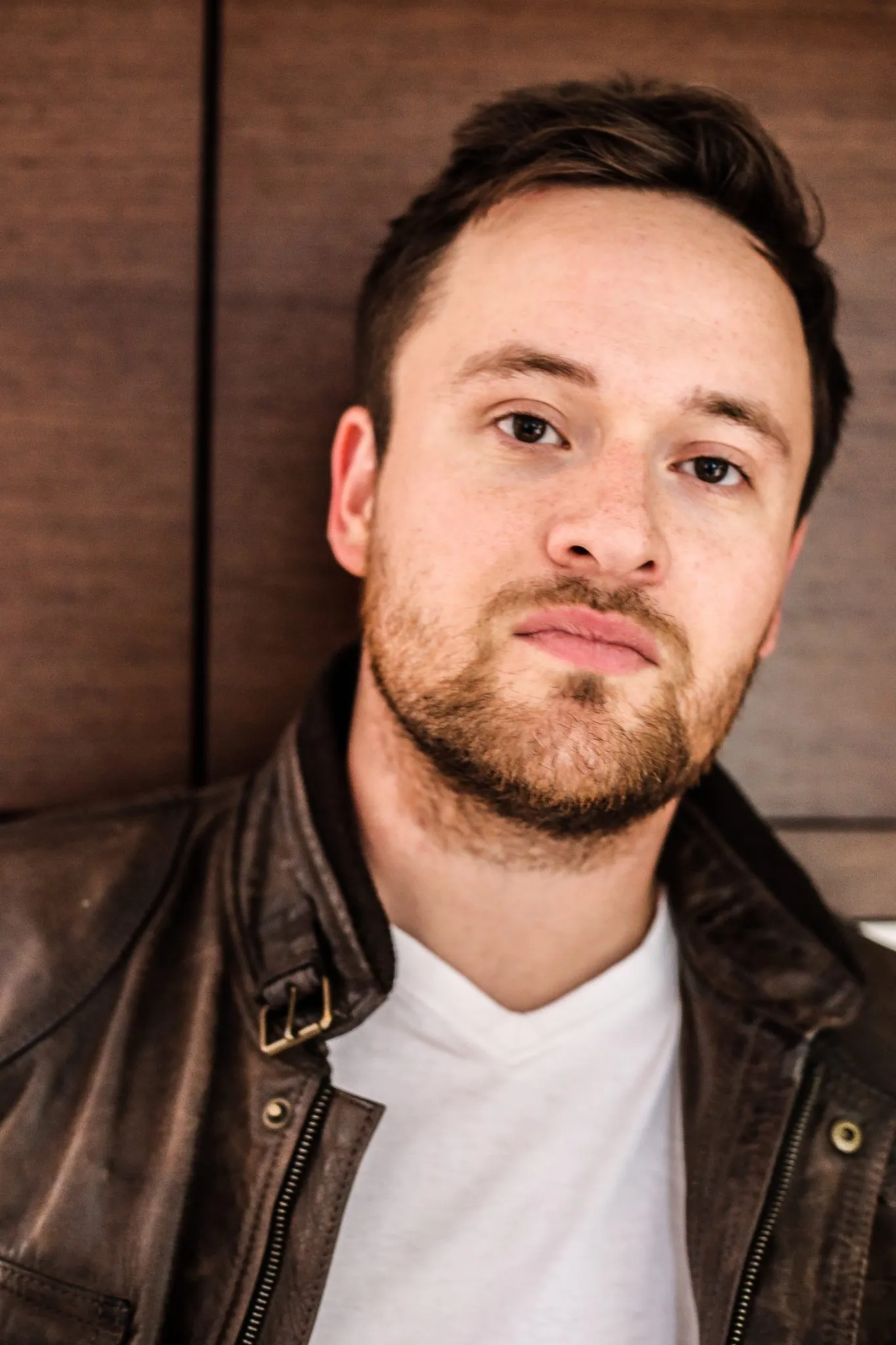
Lorris Andre Blazejewski (2018)

Lorris Andre Blazejewski, auch Lorris, (* 4. November 1986 in Burghausen) ist ein deutscher Schauspieler, Sänger, Rapper und Filmproduzent.

## Leben
Lorris Andre Blazejewski ist der Sohn der Theaterregisseurin Cornelia Hargesheimer und des Künstlers Zygmunt Blazejewski. Er hat eine jüngere Schwester. Blazejewski wuchs in Offenbach am Main auf und verbrachte den Großteil seiner Kindheit bis zum Abitur in Heusenstamm, Kreis Offenbach. Bereits im Kindesalter erlebte Lorris Andre Blazejewski die Theaterinszenierungen seiner Mutter und die Ausstellungen seines Vaters und machte seine ersten aktiven Schauspielerfahrungen in der Theater AG des Adolf-Reichwein-Gymnasiums in Heusenstamm in der Schulinszenierung von Frank Wedekinds Frühlings Erwachen in der Rolle des Melchior. Nach dem Abitur 2006 absolvierte er ein Freiwilliges Soziales Jahr bei dem gemeinnützigen Verein People’s Theater e.V.

### Theaterlaufbahn
Von 2010 bis 2014 absolvierte er ein Schauspielstudium an der Hochschule für Musik und Theater „Felix Mendelssohn Bartholdy“ Leipzig  und übernahm 2012 am damaligen Centraltheater Leipzig die Hauptrolle in der Spinnwerk-Produktion Hamlet und der 11. September unter der Regie von Gabriela Gillert.
Im Rahmen eines Studio-Ausbildungs-Programms des Schauspielinstitutes „Hans Otto“ wechselte er 2012 an das Maxim Gorki Theater in Berlin unter dem damaligen Intendanten Armin Petras. In dieser Zeit arbeitete er mit Regisseuren wie Antú Romero Nunes, Jorinde Dröse und Armin Petras zusammen.
2013 folgte das erste Festengagement am Berliner GRIPS Theater mit der Hauptrollenübernahme des Bambi in der musikalischen Revue Linie 1 und die Rolle des jungen Willy Brandt in der freien Berliner Theaterproduktion Willy 100 - Im Zweifel für die Freiheit unter der Regie von Jakob Wurster.
2014 absolvierte er im Studio des Maxim Gorki Theaters seinen Master of Arts Schauspiel.
2014 war er als Schauspieler bei den Bad Hersfelder Festspielen in Inszenierungen von Holk Freytag (Der Name der Rose) und Janusz Kica (Die Wanderhure) zu sehen und schloss parallel dazu erfolgreich sein Schauspielstudium an der HMT Leipzig ab.
In den folgenden Jahren trat er in einer Vielzahl von Theaterinszenierungen von Regisseuren wie Barbara Hauck, Rüdiger Wandel und David Heiligers auf und übernahm 2018 die Rolle des Martin Schulze in der freien Theaterproduktion Empfänger Unbekannt am Theater unterm Dach unter der Regie von Luise Georgi.
Seit 2021 spielt er die Rolle des Jean in der deutschsprachigen Erstaufführung von Vorhang auf für Cyrano an der Komödie am Kurfürstendamm im Schillertheater unter der Regie von Christopher Tölle. Er ist nach wie vor als Gastschauspieler am GRIPS Theater beschäftigt.

### Film und Fernsehen
Seit 2014 war er in einer Vielzahl an öffentlich-rechtlichen Produktionen wie SOKO Wismar, SOKO Leipzig,Letzte Spur Berlin, Spreewaldkrimi und Erzgebirgskrimi tätig. Darüber hinaus arbeitete er auch für Produktionen des Privatfernsehens, wie zum Beispiel Alles oder nichts oder Lucie - läuft doch!.
Von 2015 bis 2018 war er zudem Geschäftsführer der ehemaligen Filmproduktionsfirma Station B3.1 und in firmeneigenen Produktionen wie Trieb - Tanzen heisst Leben oder dem Kurzfilm Schizophrenie als Schauspieler und Sprecher aktiv.
Seit 2021 verkörpert er die Rolle Maik Baer in der ZDFneo-Serie WIR.

### Musik
Neben seiner Tätigkeit als Schauspieler ist Lorris Andre Blazejewski unter seinem Vornamen Lorris auch als Sänger, Songwriter und Rapper künstlerisch aktiv.
2006 begann die Zusammenarbeit mit dem Offenbacher Independent-Label Leib und Seele Musikproduktion, bei dem er von 2011 bis 2013 als Solokünstler unter Vertrag war. 2011 erschien sein erstes Studioalbum Atem holen. Seit 2013 veröffentlicht er seine Musik als freier Musiker. Darüber hinaus ist er seit 2013 Sänger und Mitglied der Berliner Coverband Komponistenviertel.

### Sprechertätigkeiten
Lorris Andre Blazejewski ist als Synchronsprecher tätig und lieh Schauspielern wie Simon Astier, Shiloh Fernandez und Toki Pilioko seine Stimme.
Im Hörspiel Nur Gummistiefel sind erlaubt von Luise Georgi übernahm er die Sprechrollen Sascha Aschberg und Nico.

## Filmografie (Auswahl)

### Kinofilme
- 2016: Schizophrenie
- 2017: Trieb - Tanzen heißt Leben
- 2018: Schatten über dem Bodensee

### Fernsehfilme
- 2017: Der Richter
- 2019: Ein verhängnisvoller Plan | Tödliches Erwachen (OT)
- 2021: Spreewaldkrimi: Tote trauern nicht
- 2021: Erzgebirgskrimi – Der letzte Bissen
- 2023: Tatort: Die Kälte der Erde (Fernsehreihe)
- 2023: Spreewaldkrimi: Bis der Tod euch scheidet (Fernsehreihe)
- 2024: Spreewaldkrimi: Böses muss mit Bösem enden (Fernsehreihe)

### Fernsehserien
- 2017: SOKO Wismar Fit für die Ewigkeit
- 2018: Alles oder Nichts (Folgen 14 und 15)
- 2019: Lucie - läuft doch! (Folge Rockstar)
- 2020: SOKO Leipzig: Unerwünschte Nebenwirkung
- 2021: Letzte Spur Berlin: Kleine Blume
- Seit 2021: WIR
- 2022: In aller Freundschaft – Die jungen Ärzte (Folge Neuland)
- 2023: SOKO Wismar (Folge Erben braucht Sterben)
- 2023: SOKO Potsdam (Folge Taxi nach Nirgendwo)
- 2024: Blutige Anfänger (Folge "Totgeglaubte leben länger")

### Kurzfilme und Musikvideos
- 2008: Mike K. Downing - Keine Angst vorm Fliegen
- 2013: Igel im Nebel
- 2014: Padre Son Vida
- 2014: Resilienz
- 2014: Hoffnung
- 2014: Emotional Awareness
- 2015: Verdrängung
- 2015: Paranoia
- 2015: Symbolisierung
- 2015: Schuld
- 2018: Marteria & Casper - Supernova (Musikvideo)

## Theaterstücke (Auswahl)
- 2010: Ein Hartz für Pferde, Europahaus Dietzenbach
- 2012: Idioten, Maxim Gorki Theater
- 2012: Hamlet und der 11. September, Centraltheater Leipzig/Spinnwerk,
- 2012: Idomeneus, HMT Leipzig
- 2012: Sonnenallee, Sommertheater Leipzig
- 2012: Die Räuber, Maxim Gorki Theater
- 2013: Soundtrack to Utopia, Maxim Gorki Theater
- 2013: Willy 100 - Im Zweifel für die Freiheit, Neues Stadthaus (Berlin)/Theater Strahl
- 2013: Destille, Maxim Gorki Theater
- 2013: Linie 1, GRIPS Theater
- 2014: Don Quichote, Bad Hersfelder Festspiele
- 2014: Die Wanderhure, Bad Hersfelder Festspiele
- 2014: Der Name der Rose, Bad Hersfelder Festspiele
- 2015: Kriegerin, GRIPS Theater
- 2017: Laura war hier, GRIPS Theater
- 2017: Fuck you, mon amour!, Vagantenbühne
- 2018: Empfänger Unbekannt, Theater unterm Dach
- 2019: Leichenschmaus „Jonny Cash“, Theater im Delphi
- 2020: Face to Face, Theater Thikwa
- 2021: Vorhang auf für Cyrano, Komödie am Kurfürstendamm im Schillertheater

## Diskografie
- 2006: Zulu aka. Lorris - Wo bin ich! (Album)
- 2008: Mike K. Downing feat. JAM & Lorris - Unsere Welt (Albumtrack)
- 2008: Mike K. Downing feat. Lorris - Nur ein Spiel (Albumtrack)
- 2011: Lorris - So zu gehen feat. Zweigleisig (Single)
- 2011: Lorris - Warum hältst du fest? (Single)
- 2011: Lorris - Atem Holen (Album)
- 2016: Lorris - Zweifel (Single)
- 2016: Lorris - Zweifel Mitchbeats Remix (Single)
- 2020: Lorris - Zeitlos (Single)
- 2020: Lorris - Pur Pur (Single)[8]
- 2021: Le First - Illusionen feat. Lorris (Albumtrack)
- 2021: Lorris - Got Your Back (Single)
- 2021: Lorris - So tief feat. Marie-Joelle (Single)
- 2021: Lorris - Dorian Gray (Single)

## Publikationen
- Theater der Zeit: Generation X, Y oder Z? – Theater für junges Publikum zwischen Last des Erbes und Lust auf Zukunft[9]

## Werke
- Lorris Andre Blazejewski's Gedicht Kinder von Krieg Teil von Ausgewählte Werke XXIII (2020) inkl. Hörbuch, ISBN 978-3-930048-82-3